# Euchalcia renardi
Euchalcia renardi är en fjärilsart som beskrevs av Eduard Friedrich Eversmann 1844. Euchalcia renardi ingår i släktet Euchalcia och familjen nattflyn. Inga underarter finns listade i Catalogue of Life.